# Vil·la Antònia
Vil·la Antònia és un edifici de Sitges (Garraf) inclòs a l'Inventari del Patrimoni Arquitectònic de Catalunya.

## Descripció
La vil·la Antònia és un bon exemple de les teoritzades com a casetes catalanistes per part de Joaquim Folch i Torres, definides com “aquell xalet de colònia d'estiu amb porxo, barbacana, murs blancs i majòliques”. Es tracta d'una torre d'estiueig amb jardí situada en una parcel·la de dimensions mitjanes. L'immoble està format per una planta baixa i un pis superior, amb una teulada a quatre aiguavessos amb mansarda i finestral per donar llum a l'escala interior. Destaca la cantonada orientada al mar, emfasitzada mitjançant un porxo situat en diagonal, amb tres arcs de punt rodó. Al seu damunt hi ha un balcó amb un gran voladís, al qual s'hi pot accedir a través de dues obertures situades en cantonada, en arc de punt rodó i sense motllura. Aquest porxo constitueix l'eix que organitza les dues estances principals de l'immoble: el menjador, a la planta baixa, i l'habitació dels propietaris, al primer pis. La porta d'accés a l'immoble que, com la resta d'obertures, té un arc de punt rodó sense cap tipus de motllura, queda accentuada gràcies a una teulada a dues vessants.
L'immoble destaca per la seva harmonia i simplicitat. La blancor dels murs contrasta amb el cromatisme verd de les persianes de llibret dels finestrals, acabats en arc de punt rodó, i dels porxats de fusta i teules a les portes exteriors de la planta baixa. Els únics elements decoratius exteriors són els respiralls de terracota amb ornamentació floral que es troben sota les cornises, així com els detalles de forja del balcó i el rellotge ceràmic, amb la inscripció Solis et artis opus.

## Història
L'immoble va ser promogut per Antònia Burés (o Borés) i dissenyat per l'arquitecte Josep Danés Torras.